# Artist trading card

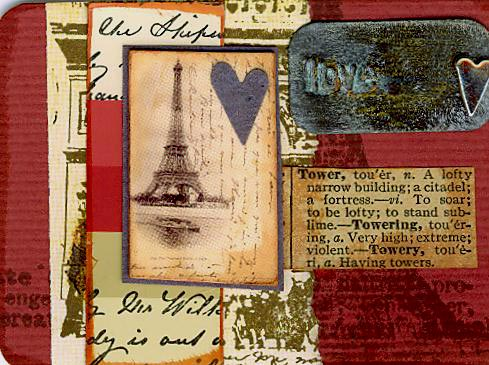
Een voorbeeld van een atc.

Een artist trading card (ATC) is een miniatuur kunstwerkje van ongeveer 64 x 89 mm groot.  De grootte komt overeen met allerlei verzamelkaartjes. Het idee ontstond in Zwitserland naar aanleiding van mail art. Er worden verschillende technieken toegepast, onder andere met penseel, pen en markeerstift. Ook waterverf en acrylverf worden gebruikt. Soms worden er collages of werkjes van papier gemaakt. Op de achterkant staat vaak de datum, de naam van de maker en eventueel de materialen en technieken die gebruikt werden. 
De Zwitserse kunstenaar M. Vänci Stirneman bedacht de ATC in 1996. Hij maakte 1200 kaartjes en stelde ze tentoon. Aan het eind van de expositie kon iedereen een exemplaar uit de tentoonstelling mee naar huis nemen in ruil voor een eigen gemaakte ATC.